# Ahuatetla
Ahuatetla är en ort i Mexiko.   Den ligger i kommunen Tepehuacán de Guerrero och delstaten Hidalgo, i den sydöstra delen av landet, 180 km norr om huvudstaden Mexico City. Ahuatetla ligger 1 016 meter över havet och antalet invånare är 629.
Terrängen runt Ahuatetla är bergig. Runt Ahuatetla är det ganska glesbefolkat, med 38 invånare per kvadratkilometer. Närmaste större samhälle är Chapulhuacán, 12,8 km norr om Ahuatetla. I omgivningarna runt Ahuatetla växer i huvudsak städsegrön lövskog.